# وكالة التصنيف كرول بوند
وكالة التصنيف كرول بوند ( KBRA ) هي وكالة تصنيف ائتماني . تقوم بنشر البحوث والتحليلات المتاحة للمجال العام مجانًا. مسجلة لدى لجنة الأوراق المالية والبورصات الأمريكية كمنظمة تصنيف إحصائي معترف بها وطنياً (NRSRO). بالإضافة إلى ذلك، تم الاعتراف بـها من قِبل الرابطة الوطنية لمفوضي التأمين (NAIC) كمقدم للتصنيف الائتماني (CRP). يقع مكتبها الرئيسي في 805 الطريق الثالث في وسط مدينة نيويورك.
تأسست الشركة من قبل جول كرول عندما اشترك مع مجموعة ريسكميتريكس. تعمل الوكالة حاليًا في قطاعات الرهن العقاري التجارية المدعومة الأمن والرهن العقاري السكنية المدعومة الأمن و سند مدعم بأصول والتمويل العام وتمويل الشركات والضمان المالي والمؤسسات المالية .

## تصنيفات ائتمانية
تقوم وكالة تصنيف كرول بوند بتخصيص التصنيفات الائتمانية للمُصدرين والتزاماتهم، ومن خلال خدمة تصنيف الاشتراكات (SRS) ، تصنيفات القوة المالية للمؤسسات المالية والشركات والسندات. تصدر KBRA التصنيفات الائتمانية طويلة الأجل والقصيرة الأجل.